# 芦苇罗伯蛛
芦苇罗伯蛛（学名：Robertus arundineti）为球蛛科罗伯蛛属的动物。分布于欧洲、俄罗斯以及中国大陆的新疆等地，多见于水渠边大土块下。该物种的模式产地在欧洲。